# AV 남배우
AV 남배우(일본어: AV男優)는 어덜트 비디오에 주로 성행위를 하는 자로서 출연하는 배우이다.
AV 여배우가 본인의 경험과 감성, 지도된 연기로 성행위시 반응을 신체로 표현하는 직업이라면 AV 남배우는 촬영과 영상 제작의 흐름을 리드하는 것이 역할이다. 2012년 기준으로 현역 AV 남배우는 약 70명 정도지만, 전문 AV 남배우로 인정되는 사람은 약 20명 정도이다. 일본 최초의 AV 남배우는 1971년 다큐멘터리 《일본의 신부》에 출연한 타하라 소이치로이다.